# Collalto Sabino
Collalto Sabino là một đô thị ở tỉnh Rieti trong vùng Latium, có khoảng cách khoảng 50 km về phía đông bắc của Roma và cách khoảng 35 km southvề phía đông của Rieti. Tại thời điểm ngày 31 tháng 12 năm 2004, đô thị này có dân số 488 người và diện tích là 22,2 km².
Đô thị Collalto Sabino có các frazioni (các đơn vị cấp dưới, chủ yếu là các làng) Ricetto and San Lorenzo.
Collalto Sabino giáp các đô thị: Carsoli, Collegiove, Marcetelli, Nespolo, Pescorocchiano, Turania.